# Wuzhishan
Wuzhishan (五指山 ; pinyin : Wǔzhǐshān) est une ville de la province chinoise insulaire de Hainan. C'est une ville-district administrée directement par la province.

## Géographie
La ville se situe du pied du Mont Wuzhi (en chinois : Wuzhishan, littéralement « Montagne des Cinq doigts »).

La superficie du district est de 1 128,98 km².

## Démographie
La population du district est de 107 000 habitants.